# 淪落者之夜
《淪落者之夜》是日本漫畫家星野真所創作的日本漫畫，於週刊少年Sunday2019年第36、37合併號至2021年第20號連載。由動畫製作公司葦Production改編的電視動畫於2023年1月8日播出。

## 登場人物
威斯媞莉亞・蘭格雷（聲：竹達彩奈）
暱稱「威斯」，被當作奴隸對待的女孩。天生就有看到惡魔的能力。與大魔王瑪爾巴斯簽訂契約，將自己的“視力”獻給他，以自由女性的身份與瑪爾巴斯一起過著日常生活。漫画最終回看似恢復視力，仍與瑪爾巴斯在一起。
瑪爾巴斯／瑪巴斯（聲：小西克幸）
外表像獅的惡魔，曾經是令人畏懼的災厄大魔王，亡國十三災厄之一，擁有能使用火的能力，不老不死之身。現在能看到魔物的人越來越少，每天都在無聊中度過。他與能看見惡魔的少女威斯媞莉亞簽訂契約，與她一起過著日常生活。可以在短時間內變成人類，此時其他人類可以看到瑪爾巴斯，不過本人說會消耗體力所以平日不常使用，據他所說以自己的人形帥氣到足以讓一群女人傾心。
斯諾・蘭格雷（聲：逢坂良太）
威斯媞莉亞失散的哥哥。他對妹妹的愛很深，且深知一旦自己妹妹做決定就永不反悔，直到成功為止。身穿神職人員的衣服，隸屬於聖劍十字騎士團。
戴安娜・布拉克貝爾（聲：今柳里紗）
布拉克貝爾伯爵家的獨生女，出身貴族的年輕女子，她有一種友好的風度，也有強烈的責任感。曾經被聖劍十字騎士團的團長給射殺，造成大惡魔納貝流士強制解除自己的力量失控不已，好再最後搶救成功與大惡魔納貝流士再次簽訂了契約。
納貝流士（聲：諏訪部順一）
外表像狼的惡魔，曾經是令人感到畏懼的看門犬，亡國十三災厄之一，別名：地災，臨界解放力量不可小看。他與貴族出身的年輕女子戴安娜簽訂了契約。和瑪爾巴斯的關係很糟糕，彼此互相調侃「貓」和「狗」（獅為貓科；狼為犬科），同樣可以偽裝成人類並交流，此時其他人類可以看到納貝流士。現扮作戴安娜的長兄諾亞・布拉克貝爾。
團長／索爾（聲：置鮎龍太郎；森奈奈子（少年期））
聖劍十字騎士團的首領，總是穿著盔甲。很少有人知道他的真面目，擁有足以讓大魔王懷疑他是人類的力量，自稱自已在小時候與未知惡魔契約且“無代價”地獲得強大力量即使全身上下分裂也能馬上復原，大部分都籠罩在神秘之中。也有關心下屬的一面，很受團員們的敬佩。
竹波（聲：熊谷健太郎）
劍十字騎士團的隊長，斯諾的同事。本名「武波一隆」，長州藩前武士，日本人，揮舞著一把日本刀。是勤勞的人，非常了解斯諾和他的直屬上司。
亞絲塔洛特（聲：小林優）
亡國十三災厄之一。外表像鳥的惡魔，偽裝成人類後會變成身材姣好的美麗女子。有收藏藝術品的愛好，會調侃瑪爾巴斯和納貝流士為「貓」和「狗」，與劍十字騎士團副團長依貝爾塔簽訂了契約。
莫莉（聲：森永千才）
瑪爾巴斯和威斯媞莉亞在旅途中遇到的等級最低的惡魔。和哈莉葉特有契約。
哈莉葉特・卡特（聲：小田果林）
以扒竊為生的少女，和最低級惡魔莫莉有契約。最後自願讓靈魂給莫莉吸收。
盧薩・羅斯福（聲：小野友樹；松岡美里（幼少期））
受傷的士兵。斯諾的前戰友。在戰爭中受傷，失去了部分記憶，與大惡魔丹塔里昂簽訂了契約且將自己的靈魂為代價取得失去的記憶。
丹塔里昂（聲：武內駿輔）
亡國十三災厄之一。外表像牛的惡魔，為人類尋求一場血腥的戰爭，與盧薩・羅斯福簽訂了契約，最後被劍十字騎士團副團長依貝爾塔所引爆的炸藥受到傷，因保護契約者加上身上受到的傷且與大惡魔瑪爾巴斯激戰導致身體負擔太大因此臨界解放瓦解，最終被大惡魔瑪爾巴斯解決。
希特里（聲：松岡禎丞）
亡國十三災厄之一。外表像龍的惡魔，一旦入睡，數百年都不會醒來，擁有創造異空間能力。
歇洛克·福尔摩斯（聲：古川慎）
偉大的偵探，喜歡破案的怪人。專門用天生的觀察眼力為其他人提供幫助。
約翰・H・華生（聲：阿部敦）
醫生兼福爾摩斯的助手。
奧斯卡·斯坦利（聲：高橋英則）
劍十字騎士團成員。薇薇安、露西亞、修拉率領的斯坦利小隊的隊長。
修拉（聲：西山宏太朗）
劍十字騎士團成員。天生就有看到惡魔的能力。用巨大的鐮刀殺死惡魔。使用藥水麻木疼痛并暫時強化身體進行戰鬥。
薇薇安・凱利（聲：佐伯伊織）
劍十字騎士團成員。用槍消滅惡魔。
露西亞・漢密爾頓（聲：伊藤靜）
劍十字騎士團成員。天生就有看到惡魔的能力。出生於軍人家庭。
伊貝爾塔（聲：高島雅羅；市道真央（青年期））
劍十字騎士團副團長，年紀最大。是將團長帶入劍十字騎士團的人物，在與大惡魔丹塔里昂戰鬥中與大惡魔亞絲塔洛簽訂了契約並在死亡之前引爆了倉庫的炸藥，特別彼此互相信任。